# Madchester
Madchester (også kendt som Baggy) er et fænomen tilknyttet til den uafhængig musikscene fra Manchester, England, under de senere 1980'er og tidlige 1990'er. Denne stilart er kendt for at indarbejde elementer såsom funk, neo-psychedelia, indie pop, acid house og jangle pop, blandt andre genrer, til alternativ dance-lyden som fik banet vej af det mancunianske band New Order. Natklubben The Hacienda, medstiftet af New Order og Tony Wilson, blev til et vigtigt center for udviklingen og steg til fremtrædende plads for Madchester bands såsom The Stone Roses, Happy Mondays, Inspiral Carpets og The Charlatans. Rave-kulturen og indflydelsen af stoffer, især MDMA, er blevet tilknyttet til denne scene.
Mens Madchester til sidst ville lide en nedgang af kommerciel succes og kritisk annerkendelse, spillede stilarten og dens popularitet en vigtig rolle som en forløber for stigningen af britpop-genren fra midt-1990'erne.